# Coupe d'Allemagne de football 2021-2022
Navigation
Édition précédente Édition suivante
La Coupe d'Allemagne de football 2021-2022 est la 79e édition de la Coupe d'Allemagne de football (DFB-Pokal) dont le tenant du titre est le Borussia Dortmund.
Le vainqueur reçoit une place pour la phase de groupes de la Ligue Europa 2022-2023, dans la mesure où il n'est pas qualifié pour la Ligue des champions par l'intermédiaire des quatre premières places du championnat. Dans ce cas, la place reviendrait au club classé sixième du championnat.
La compétition débute avec le premier tour le 6 août 2021 et se clôt par la finale, le 21 mai 2022, à l'Olympiastadion Berlin.

## Calendrier
| Tour | Nom                 | Dates retenues                         | Équipes participantes | Équipes gagnantes |
| 1    | Premier tour        | Du 6 août 2021 au 9 août 2021          | 64                    | 32                |
| 2    | Deuxième tour       | Les 26 octobre 2021 au 27 octobre 2021 | 32                    | 16                |
| 3    | Huitièmes de finale | Les 18 janvier 2022 au 19 janvier 2022 | 16                    | 8                 |
| 4    | Quarts de finale    | Les 1er mars 2022 et 2 mars 2022       | 8                     | 4                 |
| 5    | Demi-finale         | Les 19 avril 2022 et 20 avril 2022     | 4                     | 2                 |
| 6    | Finale              | Le 21 mai 2022                         | 2                     | 1                 |

## Clubs participants
Tableau des participants.
| Par championnats nationaux | Par championnats nationaux | Par championnats nationaux | Par championnats nationaux | Par championnats nationaux | Par championnats nationaux | Par championnats nationaux | Par championnats nationaux | Par championnats nationaux | Par championnats nationaux | Par championnats nationaux | Par championnats nationaux |
| --- | --- | --- | --- | --- | --- | --- | --- | --- | --- | --- | --- |
| - 18 clubs de Bundesliga 2020-2021 : - Bayern Munich - RB Leipzig - Borussia Dortmund - VfB Stuttgart - TSG Hoffenheim - Hertha Berlin - SC Fribourg - Werder Brême - Borussia Mönchengladbach - Schalke 04 - Eintracht Francfort - Bayer Leverkusen - FC Augsburg - FSV Mayence - VfL Wolfsburg - Union Berlin - Arminia Bielefeld - FC Cologne | - 18 clubs de Bundesliga 2020-2021 : - Bayern Munich - RB Leipzig - Borussia Dortmund - VfB Stuttgart - TSG Hoffenheim - Hertha Berlin - SC Fribourg - Werder Brême - Borussia Mönchengladbach - Schalke 04 - Eintracht Francfort - Bayer Leverkusen - FC Augsburg - FSV Mayence - VfL Wolfsburg - Union Berlin - Arminia Bielefeld - FC Cologne | - 18 clubs de Bundesliga 2020-2021 : - Bayern Munich - RB Leipzig - Borussia Dortmund - VfB Stuttgart - TSG Hoffenheim - Hertha Berlin - SC Fribourg - Werder Brême - Borussia Mönchengladbach - Schalke 04 - Eintracht Francfort - Bayer Leverkusen - FC Augsburg - FSV Mayence - VfL Wolfsburg - Union Berlin - Arminia Bielefeld - FC Cologne | - 18 clubs de Bundesliga 2020-2021 : - Bayern Munich - RB Leipzig - Borussia Dortmund - VfB Stuttgart - TSG Hoffenheim - Hertha Berlin - SC Fribourg - Werder Brême - Borussia Mönchengladbach - Schalke 04 - Eintracht Francfort - Bayer Leverkusen - FC Augsburg - FSV Mayence - VfL Wolfsburg - Union Berlin - Arminia Bielefeld - FC Cologne | - 18 clubs de 2. Bundesliga 2020-2021 : - FC Nuremberg - Fortuna Düsseldorf - Hanovre 96 - Würzburger Kickers - Greuther Fürth - VfL Bochum - Hambourg SV - FC Heidenheim - FC St. Pauli - SV Sandhausen - Erzgebirge Aue - SC Paderborn - Jahn Ratisbonne - Holstein Kiel - SV Darmstadt - VfL Osnabrück - Karlsruher SC - Eintracht Brunswick | - 18 clubs de 2. Bundesliga 2020-2021 : - FC Nuremberg - Fortuna Düsseldorf - Hanovre 96 - Würzburger Kickers - Greuther Fürth - VfL Bochum - Hambourg SV - FC Heidenheim - FC St. Pauli - SV Sandhausen - Erzgebirge Aue - SC Paderborn - Jahn Ratisbonne - Holstein Kiel - SV Darmstadt - VfL Osnabrück - Karlsruher SC - Eintracht Brunswick | - 18 clubs de 2. Bundesliga 2020-2021 : - FC Nuremberg - Fortuna Düsseldorf - Hanovre 96 - Würzburger Kickers - Greuther Fürth - VfL Bochum - Hambourg SV - FC Heidenheim - FC St. Pauli - SV Sandhausen - Erzgebirge Aue - SC Paderborn - Jahn Ratisbonne - Holstein Kiel - SV Darmstadt - VfL Osnabrück - Karlsruher SC - Eintracht Brunswick | - 18 clubs de 2. Bundesliga 2020-2021 : - FC Nuremberg - Fortuna Düsseldorf - Hanovre 96 - Würzburger Kickers - Greuther Fürth - VfL Bochum - Hambourg SV - FC Heidenheim - FC St. Pauli - SV Sandhausen - Erzgebirge Aue - SC Paderborn - Jahn Ratisbonne - Holstein Kiel - SV Darmstadt - VfL Osnabrück - Karlsruher SC - Eintracht Brunswick | - 4 premiers de 3. Liga 2020-2021 : - Dynamo Dresden - Hansa Rostock - FC Ingolstadt - TSV 1860 Munich | - 4 premiers de 3. Liga 2020-2021 : - Dynamo Dresden - Hansa Rostock - FC Ingolstadt - TSV 1860 Munich | - 4 premiers de 3. Liga 2020-2021 : - Dynamo Dresden - Hansa Rostock - FC Ingolstadt - TSV 1860 Munich | - 4 premiers de 3. Liga 2020-2021 : - Dynamo Dresden - Hansa Rostock - FC Ingolstadt - TSV 1860 Munich |
| Par ligues régionales | | | | | | | | | | | |
| - Waldhof Mannheim Vainqueur de la coupe du pays de Bade 2020-2021 - Türkgücü Munich Vainqueur de la coupe de Bavière 2020-2021 - SpVgg Bayreuth Vainqueur de la coupe de la Ligue bavaroise - BFC Dynamo Vainqueur de la coupe de Berlin 2020-2021 - SV Babelsberg Vainqueur de la coupe de Brandebourg 2020-2021 - Bremer SV Vainqueur de la coupe de Brême 2020-2021 - Eintracht Norderstedt Vainqueur de la coupe de Hambourg 2020-2021 - Wehen Wiesbaden Vainqueur de la coupe de Hesse 2020-2021 - Greifswalder FC Vainqueur de la coupe de Mecklembourg-Poméranie-Occidentale 2020-2021 - Viktoria Cologne Vainqueur de la coupe du Rhin moyen 2020-2021 - Wuppertaler SV Vainqueur de la coupe du bas Rhin 2020-2021 - SV Meppen Vainqueur de la coupe de Basse-Saxe 2020-2021 - VfL Oldenburg Finaliste de la coupe de Basse-Saxe 2020-2021 | - Waldhof Mannheim Vainqueur de la coupe du pays de Bade 2020-2021 - Türkgücü Munich Vainqueur de la coupe de Bavière 2020-2021 - SpVgg Bayreuth Vainqueur de la coupe de la Ligue bavaroise - BFC Dynamo Vainqueur de la coupe de Berlin 2020-2021 - SV Babelsberg Vainqueur de la coupe de Brandebourg 2020-2021 - Bremer SV Vainqueur de la coupe de Brême 2020-2021 - Eintracht Norderstedt Vainqueur de la coupe de Hambourg 2020-2021 - Wehen Wiesbaden Vainqueur de la coupe de Hesse 2020-2021 - Greifswalder FC Vainqueur de la coupe de Mecklembourg-Poméranie-Occidentale 2020-2021 - Viktoria Cologne Vainqueur de la coupe du Rhin moyen 2020-2021 - Wuppertaler SV Vainqueur de la coupe du bas Rhin 2020-2021 - SV Meppen Vainqueur de la coupe de Basse-Saxe 2020-2021 - VfL Oldenburg Finaliste de la coupe de Basse-Saxe 2020-2021 | - Waldhof Mannheim Vainqueur de la coupe du pays de Bade 2020-2021 - Türkgücü Munich Vainqueur de la coupe de Bavière 2020-2021 - SpVgg Bayreuth Vainqueur de la coupe de la Ligue bavaroise - BFC Dynamo Vainqueur de la coupe de Berlin 2020-2021 - SV Babelsberg Vainqueur de la coupe de Brandebourg 2020-2021 - Bremer SV Vainqueur de la coupe de Brême 2020-2021 - Eintracht Norderstedt Vainqueur de la coupe de Hambourg 2020-2021 - Wehen Wiesbaden Vainqueur de la coupe de Hesse 2020-2021 - Greifswalder FC Vainqueur de la coupe de Mecklembourg-Poméranie-Occidentale 2020-2021 - Viktoria Cologne Vainqueur de la coupe du Rhin moyen 2020-2021 - Wuppertaler SV Vainqueur de la coupe du bas Rhin 2020-2021 - SV Meppen Vainqueur de la coupe de Basse-Saxe 2020-2021 - VfL Oldenburg Finaliste de la coupe de Basse-Saxe 2020-2021 | - Waldhof Mannheim Vainqueur de la coupe du pays de Bade 2020-2021 - Türkgücü Munich Vainqueur de la coupe de Bavière 2020-2021 - SpVgg Bayreuth Vainqueur de la coupe de la Ligue bavaroise - BFC Dynamo Vainqueur de la coupe de Berlin 2020-2021 - SV Babelsberg Vainqueur de la coupe de Brandebourg 2020-2021 - Bremer SV Vainqueur de la coupe de Brême 2020-2021 - Eintracht Norderstedt Vainqueur de la coupe de Hambourg 2020-2021 - Wehen Wiesbaden Vainqueur de la coupe de Hesse 2020-2021 - Greifswalder FC Vainqueur de la coupe de Mecklembourg-Poméranie-Occidentale 2020-2021 - Viktoria Cologne Vainqueur de la coupe du Rhin moyen 2020-2021 - Wuppertaler SV Vainqueur de la coupe du bas Rhin 2020-2021 - SV Meppen Vainqueur de la coupe de Basse-Saxe 2020-2021 - VfL Oldenburg Finaliste de la coupe de Basse-Saxe 2020-2021 | - Waldhof Mannheim Vainqueur de la coupe du pays de Bade 2020-2021 - Türkgücü Munich Vainqueur de la coupe de Bavière 2020-2021 - SpVgg Bayreuth Vainqueur de la coupe de la Ligue bavaroise - BFC Dynamo Vainqueur de la coupe de Berlin 2020-2021 - SV Babelsberg Vainqueur de la coupe de Brandebourg 2020-2021 - Bremer SV Vainqueur de la coupe de Brême 2020-2021 - Eintracht Norderstedt Vainqueur de la coupe de Hambourg 2020-2021 - Wehen Wiesbaden Vainqueur de la coupe de Hesse 2020-2021 - Greifswalder FC Vainqueur de la coupe de Mecklembourg-Poméranie-Occidentale 2020-2021 - Viktoria Cologne Vainqueur de la coupe du Rhin moyen 2020-2021 - Wuppertaler SV Vainqueur de la coupe du bas Rhin 2020-2021 - SV Meppen Vainqueur de la coupe de Basse-Saxe 2020-2021 - VfL Oldenburg Finaliste de la coupe de Basse-Saxe 2020-2021 | - Waldhof Mannheim Vainqueur de la coupe du pays de Bade 2020-2021 - Türkgücü Munich Vainqueur de la coupe de Bavière 2020-2021 - SpVgg Bayreuth Vainqueur de la coupe de la Ligue bavaroise - BFC Dynamo Vainqueur de la coupe de Berlin 2020-2021 - SV Babelsberg Vainqueur de la coupe de Brandebourg 2020-2021 - Bremer SV Vainqueur de la coupe de Brême 2020-2021 - Eintracht Norderstedt Vainqueur de la coupe de Hambourg 2020-2021 - Wehen Wiesbaden Vainqueur de la coupe de Hesse 2020-2021 - Greifswalder FC Vainqueur de la coupe de Mecklembourg-Poméranie-Occidentale 2020-2021 - Viktoria Cologne Vainqueur de la coupe du Rhin moyen 2020-2021 - Wuppertaler SV Vainqueur de la coupe du bas Rhin 2020-2021 - SV Meppen Vainqueur de la coupe de Basse-Saxe 2020-2021 - VfL Oldenburg Finaliste de la coupe de Basse-Saxe 2020-2021 | - TuS Rot-Weiß Coblence Vainqueur de la coupe de Rhénanie 2020-2021 - SV Elversberg Vainqueur de la coupe de Sarre 2020-2021 - Lok Leipzig Vainqueur de la coupe de Saxe 2020-2021 - FC Magdebourg Vainqueur de la coupe de Saxe-Anhalt 2020-2021 - SC Weiche Flensbourg 08 Vainqueur de la coupe du Schleswig-Holstein 2020-2021 - FC 08 Villingen Vainqueur de la coupe du pays de Bade du sud 2020-2021 - FC Kaiserslautern Vainqueur de la coupe du Sud-Ouest 2020-2021 - FC Carl Zeiss Iéna Vainqueur de la coupe de Thuringe 2020-2021 - Sportfreunde Lotte Vainqueur de la coupe de Westphalie 2020-2021 - Preußen Münster Finaliste des barrages de Westphalie 2020-2021' - SSV Ulm Vainqueur de la coupe de Wurtemberg 2020-2021 | - TuS Rot-Weiß Coblence Vainqueur de la coupe de Rhénanie 2020-2021 - SV Elversberg Vainqueur de la coupe de Sarre 2020-2021 - Lok Leipzig Vainqueur de la coupe de Saxe 2020-2021 - FC Magdebourg Vainqueur de la coupe de Saxe-Anhalt 2020-2021 - SC Weiche Flensbourg 08 Vainqueur de la coupe du Schleswig-Holstein 2020-2021 - FC 08 Villingen Vainqueur de la coupe du pays de Bade du sud 2020-2021 - FC Kaiserslautern Vainqueur de la coupe du Sud-Ouest 2020-2021 - FC Carl Zeiss Iéna Vainqueur de la coupe de Thuringe 2020-2021 - Sportfreunde Lotte Vainqueur de la coupe de Westphalie 2020-2021 - Preußen Münster Finaliste des barrages de Westphalie 2020-2021' - SSV Ulm Vainqueur de la coupe de Wurtemberg 2020-2021 | - TuS Rot-Weiß Coblence Vainqueur de la coupe de Rhénanie 2020-2021 - SV Elversberg Vainqueur de la coupe de Sarre 2020-2021 - Lok Leipzig Vainqueur de la coupe de Saxe 2020-2021 - FC Magdebourg Vainqueur de la coupe de Saxe-Anhalt 2020-2021 - SC Weiche Flensbourg 08 Vainqueur de la coupe du Schleswig-Holstein 2020-2021 - FC 08 Villingen Vainqueur de la coupe du pays de Bade du sud 2020-2021 - FC Kaiserslautern Vainqueur de la coupe du Sud-Ouest 2020-2021 - FC Carl Zeiss Iéna Vainqueur de la coupe de Thuringe 2020-2021 - Sportfreunde Lotte Vainqueur de la coupe de Westphalie 2020-2021 - Preußen Münster Finaliste des barrages de Westphalie 2020-2021' - SSV Ulm Vainqueur de la coupe de Wurtemberg 2020-2021 | - TuS Rot-Weiß Coblence Vainqueur de la coupe de Rhénanie 2020-2021 - SV Elversberg Vainqueur de la coupe de Sarre 2020-2021 - Lok Leipzig Vainqueur de la coupe de Saxe 2020-2021 - FC Magdebourg Vainqueur de la coupe de Saxe-Anhalt 2020-2021 - SC Weiche Flensbourg 08 Vainqueur de la coupe du Schleswig-Holstein 2020-2021 - FC 08 Villingen Vainqueur de la coupe du pays de Bade du sud 2020-2021 - FC Kaiserslautern Vainqueur de la coupe du Sud-Ouest 2020-2021 - FC Carl Zeiss Iéna Vainqueur de la coupe de Thuringe 2020-2021 - Sportfreunde Lotte Vainqueur de la coupe de Westphalie 2020-2021 - Preußen Münster Finaliste des barrages de Westphalie 2020-2021' - SSV Ulm Vainqueur de la coupe de Wurtemberg 2020-2021 | - TuS Rot-Weiß Coblence Vainqueur de la coupe de Rhénanie 2020-2021 - SV Elversberg Vainqueur de la coupe de Sarre 2020-2021 - Lok Leipzig Vainqueur de la coupe de Saxe 2020-2021 - FC Magdebourg Vainqueur de la coupe de Saxe-Anhalt 2020-2021 - SC Weiche Flensbourg 08 Vainqueur de la coupe du Schleswig-Holstein 2020-2021 - FC 08 Villingen Vainqueur de la coupe du pays de Bade du sud 2020-2021 - FC Kaiserslautern Vainqueur de la coupe du Sud-Ouest 2020-2021 - FC Carl Zeiss Iéna Vainqueur de la coupe de Thuringe 2020-2021 - Sportfreunde Lotte Vainqueur de la coupe de Westphalie 2020-2021 - Preußen Münster Finaliste des barrages de Westphalie 2020-2021' - SSV Ulm Vainqueur de la coupe de Wurtemberg 2020-2021 | - TuS Rot-Weiß Coblence Vainqueur de la coupe de Rhénanie 2020-2021 - SV Elversberg Vainqueur de la coupe de Sarre 2020-2021 - Lok Leipzig Vainqueur de la coupe de Saxe 2020-2021 - FC Magdebourg Vainqueur de la coupe de Saxe-Anhalt 2020-2021 - SC Weiche Flensbourg 08 Vainqueur de la coupe du Schleswig-Holstein 2020-2021 - FC 08 Villingen Vainqueur de la coupe du pays de Bade du sud 2020-2021 - FC Kaiserslautern Vainqueur de la coupe du Sud-Ouest 2020-2021 - FC Carl Zeiss Iéna Vainqueur de la coupe de Thuringe 2020-2021 - Sportfreunde Lotte Vainqueur de la coupe de Westphalie 2020-2021 - Preußen Münster Finaliste des barrages de Westphalie 2020-2021' - SSV Ulm Vainqueur de la coupe de Wurtemberg 2020-2021 |

- Les ligues avec le grand nombre d'équipes ont chacune deux représentants (Bavière, Basse-Saxe et Westphalie)

## Résultats

### Premier tour
Le premier tour se déroule du 6 août 2021 au 9 août 2021. Le tirage au sort a lieu le 4 juillet 2021.
| Club recevant           | Score                 | Club visiteur            |
| ----------------------- | --------------------- | ------------------------ |
| Eintracht Brunswick     | 1 - 2                 | Hambourg SV              |
| FC Ingolstadt           | 2 - 1                 | Erzgebirge Aue           |
| SV Meppen               | 0 - 1                 | Hertha Berlin            |
| SSV Ulm                 | 0 - 1                 | FC Nuremberg             |
| Bremer SV               | 0 - 12                | Bayern Munich            |
| SC Weiche Flensbourg 08 | 2 - 4 ap              | Holstein Kiel            |
| Viktoria Cologne        | 2 - 3 ap              | TSG Hoffenheim           |
| SV Babelsberg           | 2 - 2 ap (5 - 4 tab)  | Greuther Fürth           |
| FC Kaiserslautern       | 0 - 1                 | Borussia Mönchengladbach |
| Lok Leipzig             | 0 - 3                 | Bayer Leverkusen         |
| SV Elversberg           | 2 - 2 ap (7 - 8 tab)  | FSV Mayence              |
| SV Sandhausen           | 0 - 4                 | RB Leipzig               |
| Sportfreunde Lotte      | 1 - 4                 | Karlsruher SC            |
| SpVgg Bayreuth          | 3 - 6                 | Arminia Bielefeld        |
| FC Carl Zeiss Iéna      | 1 - 1 ap (2 - 4 tab)  | FC Cologne               |
| FC 08 Villingen         | 1 - 4                 | Schalke 04               |
| Würzburger Kickers      | 0 - 1                 | SC Fribourg              |
| Waldhof Mannheim        | 2 - 0                 | Eintracht Francfort      |
| Wehen Wiesbaden         | 0 - 3                 | Borussia Dortmund        |
| Greifswalder FC         | 2 - 4                 | FC Augsburg              |
| Hansa Rostock           | 3 - 2 ap              | FC Heidenheim            |
| VfL Osnabrück           | 2 - 0                 | Werder Brême             |
| Eintracht Norderstedt   | 0 - 4                 | Hanovre 96               |
| TuS Rot-Weiß Coblence   | 0 - 3                 | Jahn Ratisbonne          |
| Türkgücü Munich         | 0 - 1                 | Union Berlin             |
| Dynamo Dresden          | 2 - 1                 | SC Paderborn             |
| VfL Oldenburg           | 0 - 5                 | Fortuna Düsseldorf       |
| Wuppertaler SV          | 1 - 2 ap              | VfL Bochum               |
| BFC Dynamo              | 0 - 6                 | VfB Stuttgart            |
| FC Magdebourg           | 2 - 3                 | FC St. Pauli             |
| Preußen Münster         | 1 - 3 ap validé 2 - 0 | VfL Wolfsburg A          |
| TSV 1860 Munich         | 1 - 1 ap (5 - 4 tab)  | SV Darmstadt 98          |

- A : Wolfsburg ayant effectué 6 changements pendant le match, la fédération n'en autorisant que 5, le club est disqualifié le score validé est 2 à 0 pour Preußen Münster[4],[5].

### Deuxième tour
Le deuxième tour se déroule du 26 octobre 2021 au 27 octobre 2021. Le tirage au sort a lieu le 29 août 2021.
| Club recevant            | Score                | Club visiteur      |
| ------------------------ | -------------------- | ------------------ |
| Preußen Münster          | 1 - 3                | Hertha Berlin      |
| Waldhof Mannheim         | 1 - 3 ap             | Union Berlin       |
| VfL Osnabrück            | 2 - 2 ap (2 - 3 tab) | SC Fribourg        |
| SV Babelsberg            | 0 - 1                | RB Leipzig         |
| TSV 1860 Munich          | 1 - 0                | Schalke 04         |
| Hanovre 96               | 3 - 0                | Fortuna Düsseldorf |
| VfL Bochum               | 2 - 2 ap (5 - 4 tab) | FC Augsburg        |
| Borussia Mönchengladbach | 5 - 0                | Bayern Munich      |
| Dynamo Dresden           | 2 - 3 ap             | FC St. Pauli       |
| TSG Hoffenheim           | 5 - 1                | Holstein Kiel      |
| Jahn Ratisbonne          | 3 - 3 ap (2 - 4 tab) | Hansa Rostock      |
| FC Nuremberg             | 1 - 1 ap (2 - 4 tab) | Hambourg SV        |
| FSV Mayence              | 3 - 2 ap             | Arminia Bielefeld  |
| VfB Stuttgart            | 0 - 2                | FC Cologne         |
| Borussia Dortmund        | 2 - 0                | FC Ingolstadt      |
| Bayer Leverkusen         | 1 - 2                | Karlsruher SC      |

### Huitièmes de finale
Les huitièmes de finale se déroulent les 18 janvier 2022 et 19 janvier 2022.
| Club recevant   | Score                | Club visiteur            |
| --------------- | -------------------- | ------------------------ |
| TSG Hoffenheim  | 1 - 4                | SC Fribourg              |
| FC St. Pauli    | 2 - 1                | Borussia Dortmund        |
| TSV 1860 Munich | 0 - 1                | Karlsruher SC            |
| Hanovre 96      | 3 - 0                | Borussia Mönchengladbach |
| Hertha Berlin   | 2 - 3                | Union Berlin             |
| FC Cologne      | 1 - 1 ap (3 - 4 tab) | Hambourg SV              |
| RB Leipzig      | 2 - 0                | Hansa Rostock            |
| VfL Bochum      | 3 - 1                | FSV Mayence              |

### Quarts de finale
Les quarts de finale se déroulent les 1er mars 2022 et 2 mars 2022.
| Club recevant | Score                | Club visiteur |
| ------------- | -------------------- | ------------- |
| Union Berlin  | 2 - 1                | FC St. Pauli  |
| Hambourg SV   | 2 - 2 ap (3 - 2 tab) | Karlsruher SC |
| Hanovre 96    | 0 - 4                | RB Leipzig    |
| VfL Bochum    | 1 - 2 ap             | SC Fribourg   |

### Demi-finales
Les demi-finales se déroulent les 19 avril 2022 et 20 avril 2022.
| Club recevant | Score | Club visiteur |
| ------------- | ----- | ------------- |
| RB Leipzig    | 2 - 1 | Union Berlin  |
| Hambourg SV   | 1 - 3 | SC Fribourg   |

## Finale
| 21 mai 2022 | SC Fribourg                                      | 1 - 1 a.p.        | RB Leipzig                       | Olympiastadion, Berlin                                 |                                                        |
| 20h00 CEST  | 19e Eggestein                                    | (1 - 0)           | Nkunku 76e                       | Spectateurs : 74 322 Arbitrage : Sascha Stegemann (en) | Spectateurs : 74 322 Arbitrage : Sascha Stegemann (en) |
| 20h00 CEST  | Petersen · Günter · K. Schlotterbeck · Demirović | Tirs au but 2 - 4 | Nkunku · Orbán · Olmo · Henrichs | Spectateurs : 74 322 Arbitrage : Sascha Stegemann (en) | Spectateurs : 74 322 Arbitrage : Sascha Stegemann (en) |